# Henri Du Mont
Henri Du Mont lub Dumont, właśc. Henri de Thier (ur. 1610 w Villers-l’Évêque koło Liège, zm. 8 maja 1684 w Paryżu) – waloński kompozytor i organista epoki baroku.
Od 1621 roku śpiewał w chórze katedry Najświętszej Marii Panny w Maastricht, następnie od 1630 roku był tam organistą. Przez dwa lata pobierał naukę u Léonarda de Hodémonta w Liège. W latach 1636–1638 ponownie przebywał w Maastricht, następnie osiadł w Paryżu. Od 1643 roku do śmierci był organistą w St-Paul, kościele parafialnym królów francuskich. W 1652 roku został organistą księcia d’Anjou, zaś w 1660 roku klawesynistą królowej Marii Teresy. W 1667 roku został kanonikiem w Maastricht, w 1673 roku mianowano go także opatem klasztoru w Silly-en-Gouffern. W 1672 roku, po śmierci Thomasa Goberta, został wraz z Pierre’em Robertem powołany na stanowisko compositeur de musique kapeli królewskiej.
Pisał arie, utwory na klawesyn, a także muzykę sakralną.